# Идентичность (фильм, 2021)
«Идентичность» (англ. Passing) — чёрно-белый романтический драматический фильм 2021 года, сценаристом, продюсером и режиссёром которого выступила Ребекка Холл. Картина стала полнометражным режиссёрским дебютом актрисы и основана на романе Passing (1929) американской писательницы Неллы Ларсен, а её название отсылает к афроамериканцам, имеющим достаточно светлый цвет кожи, чтобы их принимали за белых, называемым в английском языке passing. Роли исполнили Тесса Томпсон, Рут Негга, Андре Холланд, Билл Кэмп, Гбенга Акиннагбе, Антуанетта Кроу-Легаси и Александр Скарсгард.
Мировая премьера фильма состоялась 30 января 2021 года на кинофестивале «Сандэнс», а 27 октября 2021 года фильм вышел в ограниченный кинотеатральный прокат, после чего 10 ноября был показан Netflix. Он получил признание критиков, которые высоко оценили сценарий и режиссуру Холл, а также актёрскую игру Томпсон и Негги. Афроамериканская ассоциация кинокритиков включила картину в десятку лучших фильмов 2021 года. За свою игру Негга была номинирована на премию «Золотой глобус», BAFTA и премию Гильдии киноактеров в категории «Лучшая женская роль второго плана».

## Сюжет
В Нью-Йорке 1920-х годов Айрин (Рини) Редфилд, светлокожая афроамериканка, живущая в Гарлеме, случайно встречает подругу детства Клэр в столовой отеля. В то время как Айрин замужем за чернокожим врачом, такая же светлокожая Клэр из удобства «выдаёт» себя за белую и состоит в браке с богатым белым расистом из Чикаго по имени Джон.
Клэр приглашает Айрин к себе в номер, чтобы они могли поговорить более откровенно. Там она объясняет, что после смерти отца ее воспитывали две белые тёти, а замуж за Джона она вышла совсем молодой. Их беседу прерывает Джон, который открыто презирает и унижает чернокожих людей, не подозревая о расовом происхождении своей жены и Айрин. Айрин покидает отель, рассердившись на Клэр, и отказывается отвечать на её письма. Однако после того, как Клэр неожиданно появляется в доме Айрин и извиняется за встречу, между ними возобновляется дружба.
По мере того, как две женщины вновь общаются, они все больше вовлекаются в жизнь и переживания друг друга.  Клэр признается, что скучает по своей принадлежности к афроамериканцам, которую ей приходилось подавлять ради социального комфорта, и Ирен приглашает ее в джаз-клуб на танцевальную вечеринку. Большинство гостей на мероприятии находят Клэр очаровательной, включая мужа Айрин, Брайана. Во время вечеринки Айрин раскрывает секрет Клэр своему другу, писателю Хью Уэнтуорту, который, кажется, не так впечатлён Клэр, как остальные.
Клэр признается, что она не похожа на Айрин, потому что та сделает все, чтобы получить желаемое, даже если это означает причинить боль другим.
Айрин и Брайан обсуждают, стоит ли сообщать их маленьким детям о все более кровавых и драматических новостях о расовых преследованиях, которым подвергаются афроамериканцы в США; в отличие от мужа, Айрин считает, что дети имеют право на беззаботное детство. Она также отмечает, что ее дети все больше привязываются к Клэр, настолько, что радуются, когда видят ее, и разочаровываются, когда она не приходит к ним домой.
После того, как Ирен остается дома с детьми, чтобы Брайан мог поиграть в бридж с Клэр, а позже защищает Клэр от замечания Хью, у нее возникает паранойя, что между ними могут возникнуть отношения, и это сомнение выливается в ссору между ней и Брайаном.
Айрин пытается разорвать контакт с Клэр, но Брайан приглашает Клэр на чаепитие в честь Хью. Ирен сильно напивается и случайно разбивает реликвийный чайник, увидев, как Брайан и Клэр близко общаются, однако Хью защищает ее перед гостями.
Во время прогулки по магазинам со своей подругой Фелиз, которая едва ли может сойти за белую, Айрин встречает Джона, но обрывает разговор и убегает, когда начинает понимать, что он может осознать правду о расовом происхождении своей жены. Она пытается предупредить Клэр, но отказывается от этого, когда не может дозвониться до неё по телефону.
Когда Брайан, Айрин и Клэр направляются на рождественскую вечеринку Фелиз на верхнем этаже семиэтажного здания, Айрин спрашивает Клэр, что она будет делать, если Джон когда-нибудь узнает правду. Когда та отвечает, что вернется в Гарлем, Ирен начинает нервничать и молчит большую часть вечера. Она открывает большое вертикальное окно, чтобы покурить. Внезапно Джон гневно врывается в квартиру, требуя встречи с Клэр, которая сохраняет спокойствие и становится рядом с Айрин у окна. Джон обвиняет ее в том, что она «грязная лгунья», и бросается к ней, и в этот момент Айрин резко кладет руку на таз Клэр. Клэр падает из окна, но непонятно, толкнул ли ее Джон, или Айрин, или она покончила жизнь самоубийством.
В ужасе все остальные гости выбегают на улицу, не зная, мертва Клэр или нет. После некоторого колебания Айрин медленно спускается вниз, где полиция опрашивает гостей. На вопрос полицейских, которые ищут свидетелей, чтобы восстановить динамику происшествия, Айрин, очень испуганная и растерянная, подтверждает, что падение Клэр действительно было несчастным случаем. Тем временем очищающий снег рождественского Нью-Йорка медленно покрывает место трагедии.

## В ролях
- Тесса Томпсон — Айрин «Рини» Редфилд
- Рут Негга — Клэр Беллью
- Андре Холланд — Брайан Редфилд
- Билл Кэмп — Хью Уэнтуорт
- Александр Скарсгард — Джон Беллью
- Гбенга Акиннагбе — Дэйв Фридленда
- Антуанетта Кроу-Легаси — Фелиз
- Эшли Уэр Дженкинс — Зу

## Производство
В августе 2018 года было объявлено, что Ребекка Холл дебютирует в качестве режиссера в экранизации романа Неллы Ларсен, а Тесса Томпсон и Рут Негга исполнят главные роли. Холл работать над фильмом десятилетием ранее, размышляя над историей своей семьи. Когда Холл представила версию сценария Негге, та решила приобщиться к созданию этого фильма, поскольку была удивлена, что произведение не пользуется популярностью, ведь после прочтения романа была «совершенно поражена» им. Томпсон заявила, что фильм будет снят в чёрно-белом формате. Андре Холланд был отобран на роль в октябре 2019 года. В ноябре 2019 года к актерскому составу присоединился Александр Скарсгард.
Съёмки стартовали в ноябре 2019 года в Нью-Йорке. Бенджамин Ли из The Guardian высоко оценил использование соотношения сторон 4:3, поскольку в этом фильме оно «и уместно, и практично, учитывая меньший бюджет». На третьей неделе съемок роль Хью Уэнтуорта, первоначально предназначенная для Бенедикта Камбербэтча, так и осталась незанятой, а бюджетные реалии и сжатые сроки означали, что для съёмок нужен актёр, живущий в Нью-Йорке. 21 ноября Билл Кэмп подписал контракт, и производство фильма завершилось в декабре, спустя 23 дня съёмок.

## Выпуск
Мировая премьера фильма «Идентичность» состоялась 30 января 2021 года на кинофестивале «Сандэнс». Вскоре после этого компания Netflix приобрела права на распространение фильма за 15,75 миллионов долларов. Картина также была показана на Нью-Йоркском кинофестивале 3 октября 2021 года. Фильм вышел в ограниченный кинотеатральный прокат 27 октября 2021 года, а 10 ноября был показан на Netflix.
По данным Samba TV, за первые три дня проката фильм посмотрели 653 000 домохозяйств.

## Восприятие

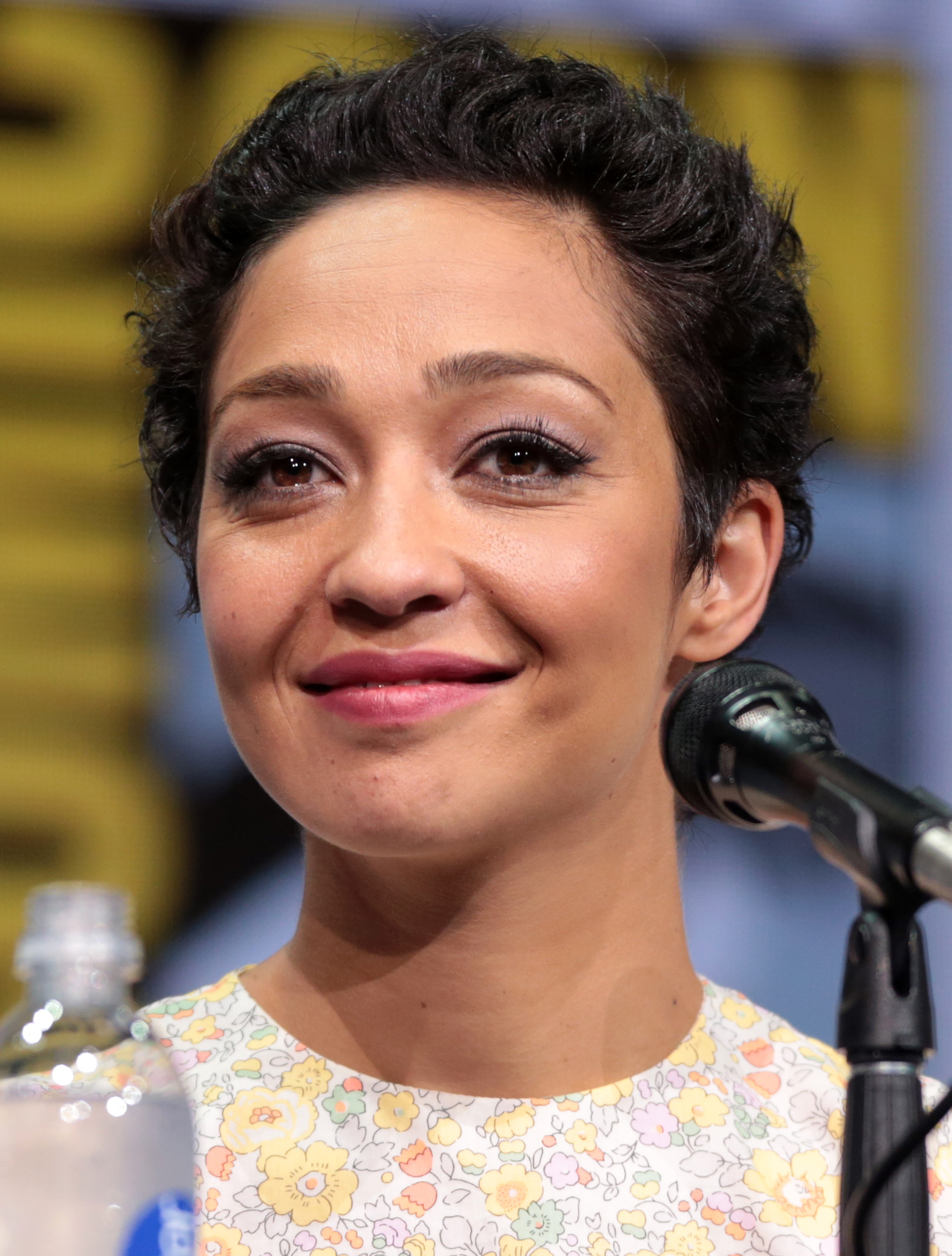
Игра Рут Негги в фильме получила широкую оценку критиков.

### Оценка критиков
На сайте-агрегаторе рецензий Rotten Tomatoes 90% из 231 отзыва критиков положительные, со средней оценкой 7,7/10. Общий вывод сайта гласит: 
Хотя деликатный подход к фильму оказывает приглушающее воздействие на его сюжет, начинающий режиссёр Ребекка Холл максимально использует впечатляющий актерский состав и справляется с острыми темами с впечатляющей ловкостью. 
Metacritic, использующий средневзвешенную оценку, присвоил фильму 85 баллов из 100, основываясь на данных 46 критиков, что свидетельствует о «всеобщем признании».
Кевин Махер из The Times дал фильму 4 звезды из 5, назвав его «завораживающим, глубоко тревожным переживанием».  Джессика Кианг, пишущая для Variety, охарактеризовала фильм как «безошибочный, обманчиво тонкий, тихий и безупречный, как последний снегопад». В рецензии для The Guardian Питер Брэдшоу высоко оценил режиссуру Холл, назвав фильм «очень качественной работой». Бенджамин Ли из The Guardian дал фильму отрицательную оценку 2 из 5 звезд, утверждая, что в нем «разочаровывает отсутствие живости» и он «инертен».
Особенно хвалебные отзывы получили Негга и Томпсон. Майкл Филлипс в очень положительной рецензии для газеты Chicago Tribune поставил фильму высшую оценку в четыре звезды и написал об актёрской игре следующее: «то, что Томпсон и Негга воплощают на экране в этом необычайно подробном портрете, становится мастер-классом по постепенному раскрытию». Дэвид Руни из The Hollywood Reporter похвалил Томпсон за «непринужденное, прекрасно проникновенное исполнение», а Симран Ханс в рецензии для The Guardian назвал Неггу «притягательной».  В ежегодном списке лучших ролей года журнала Time Стефани Захарек назвала игру Негги лучшей в 2021 году.

### Избранные награды
| Награда | Дата церемонии | Категория               | Получатель                                                   | Результат |
| BAFTA   | 13 марта 2022  | Лучший британский фильм | Нина Янг Бонджови, Форест Уитакер, Ребекка Холл и Марго Хэнд | Номинация |